# 월드 사커 위닝 일레븐 6
위닝 일레븐 6(Pro Evolution Soccer 2, PES 2, World Soccer: Winning Eleven 6)은 코나미의 위닝 일레븐 축구 시뮬레이션 비디오 게임 시리즈 중 2번째 게임이다. 일본어판의 경우 월드 사커 위닝 일레븐 6 파이널 에볼루션(World Soccer: Winning Eleven 6 Final Evolution)이라는 업데이트된 개선판이 추가로 출시되었다.
플레이스테이션용으로 유럽에 출시된 시리즈 중 마지막 게임이며 게임큐브용으로 출시된 첫 번째 게임이다. 다만, 게임큐브용으로 출시된 게임의 경우 일본 전용 파이널 에볼루션 업데이트에 한정된다.
이 게임의 후속작은 위닝 일레븐 7이다.

## 평가
| 평론 점수 평론사 점수 PC PS2 에지 N/A 9/10 [ 3 ] EGM N/A 8.83/10 [ 4 ] 유로게이머 8/10 [ 5 ] (EU) 10/10 [ 6 ] (JP) 9/10 [ 7 ] 게임 인포머 N/A 9.25/10 [ 8 ] 게임프로 N/A [ 9 ] 게임스팟 9.1/10 [ 10 ] 9.1/10 [ 11 ] 게임스파이 N/A [ 12 ] 게임존 9.4/10 [ 13 ] 9.4/10 [ 14 ] IGN N/A 9.1/10 [ 15 ] OPM (US) N/A [ 16 ] BBC Sport 90% [ 17 ] 90% [ 17 ] 통합 점수 게임랭킹스 (US) 93% [ 18 ] (EU) 89% [ 19 ] (EU) 94% [ 20 ] (US) 93% [ 21 ] 메타크리틱 (US) 92/100 [ 22 ] (EU) 86/100 [ 23 ] (US) 93/100 [ 24 ] (EU) 92/100 [ 25 ] |                         |                         |
| 평론 점수 |                         |                         |
| 평론사 | 점수                    | 점수                    |
| 평론사 | PC                      | PS2                     |
| 에지 | N/A                     | 9/10                    |
| EGM | N/A                     | 8.83/10                 |
| 유로게이머 | 8/10                    | (EU) 10/10 (JP) 9/10    |
| 게임 인포머 | N/A                     | 9.25/10                 |
| 게임프로 | N/A                     | [ 9 ]                   |
| 게임스팟 | 9.1/10                  | 9.1/10                  |
| 게임스파이 | N/A                     | [ 12 ]                  |
| 게임존 | 9.4/10                  | 9.4/10                  |
| IGN | N/A                     | 9.1/10                  |
| OPM (US) | N/A                     | [ 16 ]                  |
| BBC Sport | 90%                     | 90%                     |
| 통합 점수 |                         |                         |
| 게임랭킹스 | (US) 93% (EU) 89%       | (EU) 94% (US) 93%       |
| 메타크리틱 | (US) 92/100 (EU) 86/100 | (US) 93/100 (EU) 92/100 |